# 大桑町 (金沢市)
大桑町（おおくわまち）は、石川県金沢市の町名。旧加賀国石川郡富樫郷大桑村、同郡崎浦村字大桑。

## 概要
大桑町は、つつじが丘、野田、野田町、大桑、法島町、西大桑町、別所町、三小牛町、永安町、末町、涌波、涌波町、城南、三口新町、大桑新町、錦町に囲まれている。

## 地理
以下の小字がある。
- イ、ロ甲、ロ乙、ハ、ト、チ、リ、ル、ヲ、ワ、カ、ヨ、タ、レ甲、レ乙、ソ、ツ甲、ツ乙、ツ丙、ナ、ラ、ム、ウ、ヰ、ノ、オ乙、ク、ヤ、マ、ケ、コ、テ、ア、サ甲、サ乙、ユ、メ、シ、上野、鐘搗山、上川原、上猫下、御所谷、小寺山、下上野、下西欠、平、中上野、中尾山、中平、中ノ大平、西ノ山、猫シタイ、開、法師山、坊山、鱒川淵、元末、元涌波庚、和、穴欠、穴淵欠、子、庚、葭島、下葭島欠

## 沿革
- 江戸期 - 加賀国石川郡富樫郷大桑村が存在。米丸組所属。加賀藩領。
- 1871年8月29日（明治4年7月14日） - 廃藩置県により金沢県の管轄となる。
- 1872年3月10日（明治5年2月2日） - 金沢県が名称を変更して、石川県となる。
- 1889年（明治22年）4月1日 - 町村制の施行により、崎浦村が発足する。崎浦村字大桑となる。
- 1936年（昭和11年）4月1日 - 崎浦村が金沢市に編入する。金沢市大桑町となる。
- 1965年（昭和40年）11月27日 - 三口新町土地区画整理事業の換地処分実施により、区域の一部が三口新町二丁目となる。
- 1966年（昭和41年）
  - 2月5日 - 大桑町第一土地区画整理事業の換地処分実施により、区域の一部がつつじが丘となる。
  - 3月16日 - 花里土地区画整理事業の換地処分実施により、区域の一部が花里町となる。
- 1972年（昭和47年）7月1日 - 住居表示実施により、区域の一部が涌波1～3丁目となる[5]。
- 1973年（昭和48年）6月1日 - 住居表示実施により、区域の一部が城南1丁目となる[6]。
- 1977年（昭和52年）9月1日 - 大桑第二土地区画整理事業の換地処分及び住居表示実施により、区域の一部が西大桑町となる[7]。
- 2009年（平成21年）4月18日 - 大桑第三土地区画整理事業の換地処分実施により、区域の一部が大桑1～3丁目となる。
- 2017年（平成29年）3月4日 - 野田土地区画整理事業の換地処分実施により、区域の一部が野田1～2丁目となる。また、野田町の区域の一部を編入する[8]。

## 小・中学校の校区
- 大桑町ト、チ、リ、ル、ヲ、ワ、カ、ヨ、タ、ソ、ナ、ラ、ウ、ケ、テ、ア、ユ、メ、シ、庚、レ甲、レ乙、ツ甲、ツ乙、ツ丙、オ乙、サ甲、サ乙、小寺山、上野、下上野、中上野、鰈川淵、下葭島欠、西ノ山、上川原、法師山、元涌波庚、坊山、鐘搗山、穴淵欠、元末11に住んでいる場合
  - 市立小学校に通う場合は南小立野小学校に、市立中学校に通う場合は城南中学校に通う[9]。
- 大桑町ム、ヰ、ノ、ク、ヤ、マ、ロ甲、ロ乙、開、中の大平、中平、上西欠、下西欠、上猫下、猫下、御所谷、中尾山、和、イ、ハ、平に住んでいる場合
  - 市立小学校に通う場合は十一屋小学校に、市立中学校に通う場合は野田中学校に通う[9]。

## 施設
- 犀川緑地公園
- 大桑簡易グラウンド
- 大桑ぐるぐる広場